# カルロス菅野
カルロス 菅野（カルロス かんの、1957年7月21日 - ）は、フュージョンプレイヤー、パーカッショニスト、音楽プロデューサーである。本名は菅野 真吾（）。東京都出身。

## 来歴
高校時代を広島県広島市で過ごし、大学は大阪工業大学工学部に進学。1979年卒業後関西で音楽活動を行う。1984年に上京。高橋ゲタ夫の紹介で松岡直也グループのオーディションを受け、メンバーに加入（当時は本名の菅野真吾で活動。現在の名前になったのは1987年から）。1980年代後半には音楽ユニット「トニーズ・ショウ」にも参加していた。また「オルケスタ・デ・ラ・ルス」に結成メンバーとして参加。同バンドは1989年渡米しツアーを行い海外で人気を得て翌1990年、BMGビクター（現BMG JAPAN）より発売した1stアルバム『デ・ラ・ルス』は、アメリカビルボードラテン・チャートで11週連続1位を記録し全米で大ヒット。またラテンアメリカでも大ヒットし日本を代表するサルサバンドとなった。同年大儀見元の脱退により「オルケスタ・デ・ラ・ルス」のリーダーとなり、1991年の2ndアルバム『サルサに国境はない』はプラチナディスク、1992年の3rdアルバム『ディフェレンテス』は、ゴールドディスクを獲得。1993年の4thアルバム『ラ・アベントゥーラ』はグラミー賞にノミネートされた。また各国でチャリティーコンサートを行い評価され、日本人音楽家として初めて国連平和賞をグループで受賞した。この年暮れの第44回NHK紅白歌合戦に『サルサに国境はない』で出場した。
1995年「オルケスタ・デ・ラ・ルス」を脱退。日本のトップミュージシャンを集め、ラテン・ジャズビッグバンド「熱帯JAZZ楽団」を結成。パーカッショニスト兼リーダー兼プロデューサーとして、これまで国内で7枚、海外で3枚のスタジオ・アルバムを発表。また多くのトップミュージシャンとのセッションやアルバム参加、また国内・海外公演を続けている。　
2008年4月から2009年3月まで、MBSラジオで放送された『大人のわがまま・音楽の旅』、及び新潟放送、山陰放送など民放AMラジオ局で放送された『カルロス菅野のジャズフィーリング』のラジオパーソナリティを担当した。